# Petr Pejša
Petr Pejša (* 13. října 1971) je bývalý český fotbalista.

## Fotbalová kariéra
V české lize hrál za AC Sparta Praha. Nastoupil ve 2 utkáních. Se Spartou získal v roce 1995 mistrovský titul. V nižších soutěžích hrál za FC Švarc Benešov.

## Ligová bilance
| Ročník                          | Zápasy | Góly | Klub              |
| ------------------------------- | ------ | ---- | ----------------- |
| Česká fotbalová liga 1993/94    | -      | 3    | AC Sparta Praha B |
| Česká fotbalová liga 1994/95    | -      | 3    | AC Sparta Praha B |
| 2. česká fotbalová liga 1994/95 | -      | 2    | FK Chmel Blšany   |
| 1. česká fotbalová liga 1994/95 | 2      | 0    | AC Sparta Praha   |
| 2. česká fotbalová liga 1995/96 | 15     | 4    | FC Švarc Benešov  |
| Česká fotbalová liga 1995/96    | -      | 4    | SK Rakovník       |
| Česká fotbalová liga 1996/97    | -      | 15   | FK Pelikán Děčín  |
| CELKEM 1. liga                  | 2      | 0    |                   |